# Краплик північний
Краплик північний (Euschistospiza dybowskii) — вид горобцеподібних птахів родини астрильдових (Estrildidae). Мешкає в Африці на південь від Сахари. Вид названий на честь французького натураліста Жана Дибовського.

## Опис

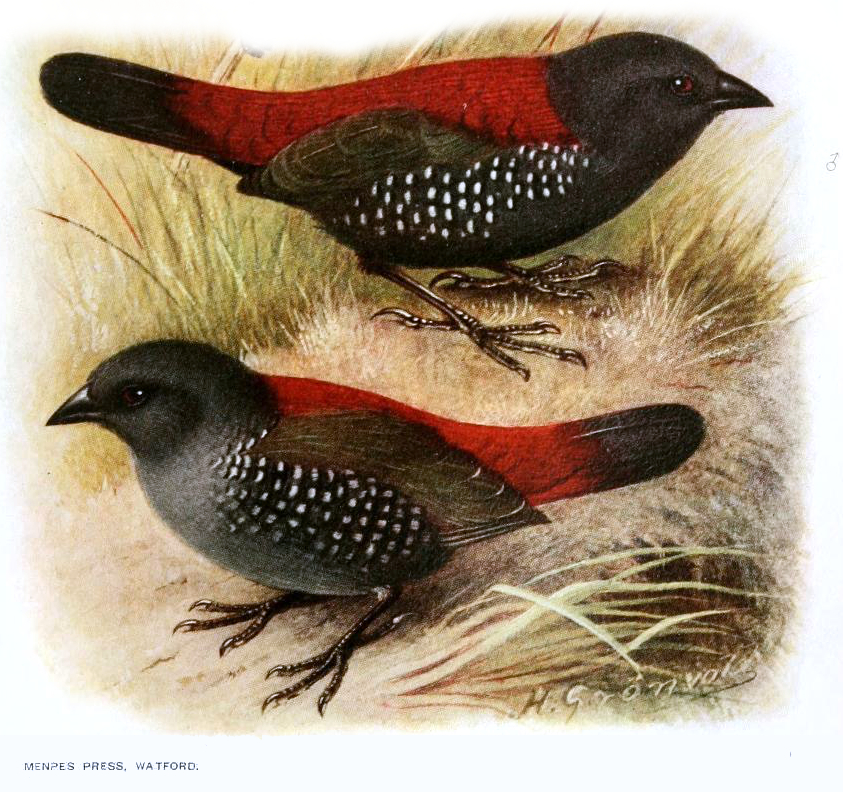
Північні краплики

Довжина птаха становить 11-12 см. Довжина крила становить 49=57 мм, хвоста 39-47 мм, дзьоба 11-12 мм, цівки 16-17 мм. У самців голова, шия, підборіддя, горло і груди сірі. Верхня частина тіла, включно з надхвістям і верхніми покривними перами хвоста темно-малиново-червоні, пера на ній біля основи сірі. Хвіст довгий, округлий на кінці, стернові пера чорні, зовніші опахала іноді мають червоні краї. Першорядні і другорядні покривні пера крил темно-сірі або оливково-коричневі, часто поцятковані дрібними білими плямками. Решта крила темно-сіра, одразу після линяння махові пера мають білі краї. Живіт, боки і гузка чорні, поцятковані білими круглими, напівкруглими або серпоподібними плямками. Очі темно-червоні, навколо очей вузькі світло-блакитні, рожеві або червоні кільця. Дзьоб міцний, конічної форми, загострений, чорний. Лапи темно-сірі або чорні.
Самиці є дещо меншими за самців. Сірий відтінок в оперенні у них світліший, крім того червоний відтінок на верхній частині тіла є менш яскравим. Крила більш коричневі. Райдужки карі або червонувато-карі, навколо очей сірі кільця. У молодих птахів верхня частина тіла чорнувато-поцяткована іржастими або рудувато-коричневими плямами, білі плямки на нижній частині тіла і боках у них відсутні. Птахи набувають дорослого забарвлення у віці 3 місяців.

## Поширення і екологія
Північні краплики мешкають в Гвінеї-Бісау, Гвінеї, Сьєрра-Леоне, Малі та Кот-д'Івуарі, а також в Нігерії, Камеруні, Центральноафриканській Республіці, Чаді, Демократичній Республіці Конго, Уганді і Південному Судані. Вони живуть в трав'янистих саванах, порослих чагарниками, а також в заростях на берегах річок. Зустрічаються парами або зграйками до 5 птахів. Живляться переважно насінням трав, а також ягодами, плодами, дрібними комахами та іншими безхребетними. Гніздо кулеподібне з бічним входом, робиться з переплетених рослинних волокон, встелюється мохом і пір'ям, розміщується в чагарниках або на невисокому дереві. В кладці 4-5 білуватих яєць. Інкубаційний період триває приблизно 2 тижні, насиджують і самиці, і самці. Пташенята покидають гніздо через 3 тижні після вилуплення, однак батьки продовжують піклуватися про них ще деякий час. Північні краплики іноді стають жертвами гніздового паразитизму камерунських вдовичок.